# Naarden-Bussum
Naarden-Bussum – stacja kolejowa położona pomiędzy miejscowościami Naarden i Bussum, w prowincji Holandia Północna, w Holandii.
| Naarden-Bussum       |  |                             |
| Linia                |  |                             |
| Weespodległość: 9 km |  | Bussum Zuid odległość: 2 km |